# Exenterus lophyri
Exenterus lophyri är en stekelart som beskrevs av Henry Lorenz Viereck 1911. Exenterus lophyri ingår i släktet Exenterus och familjen brokparasitsteklar. Inga underarter finns listade i Catalogue of Life.